# بنیاد دایرةالمعارف اسلامی
بنیاد دایرةالمعارف اسلامی نهادی است غیرانتفاعی که هدف اصلی آن تدوین و نشر دانشنامه جهان اسلام است. این بنیاد در سال ۱۳۶۲ در تهران تأسیس شد.
بنیاد دایرةالمعارف اسلامی به‌طور مستقل از مرکز دائرة المعارف بزرگ اسلامی فعالیت می‌کند و سید علی خامنه‌ای آن را تأسیس کرده است.

## ساختار تشکیلات
- ریاست عالی:

ریاست عالی بنیاد بر عهدهٔ سید علی خامنه‌ای است. این بنیاد بنا به تصمیم وی در هنگام عهده‌داری نخستین دورهٔ ریاست جمهوری (۱۳۶۰–۱۳۶۴) تأسیس شد.
- هیئت امنا:

هیئت امنا مرکب از ۱۴ نفر استادان حوزه و دانشگاه ایران هستند: نصرالله پورجوادی (مدیر عامل ۱۳۶۹–۱۳۶۴)، غلامعلی حداد عادل (مدیر عامل از ۱۳۷۴ تاکنون)، غلامعلی خوشرو، جعفر سبحانی، عبدالکریم سروش (۱۳۸۵–۱۳۶۲)، سید جعفر شهیدی، جمال‌الدین شیرازیان، حسن طارمی‌راد (معاون علمی از ۱۳۷۶)، ابوالقاسم گرجی، صادق لاریجانی، مهدی محقق (مدیر عامل ۱۳۶۴–۱۳۶۲)، محمدهادی معرفت (۱۳۸۵–۱۳۷۵)، سید مصطفی میرسلیم (رئیس هیئت امنا؛ مدیر عامل ۱۳۷۴–۱۳۶۹) و علی‌اکبر ولایتی.
- هیئت مدیره:

هیئت مدیره مرکب از رئیس هیئت امنا، مدیر عامل و معاونان اوست.
- هیئت مشاوران علمی:

هیئت مشاوران علمی، از متخصصان، کارشناسان و صاحب‌نظران در زمینه‌های مختلف علوم و معارف اسلامی به پیشنهاد مدیرعامل و تصویب هیئت امنا انتخاب می‌شوند. اولین شورای علمی، به ریاست مهدی محقق و با حضور فتح‌الله مجتبایی، علی‌اشرف صادقی و عبدالحسین آذرنگ، عباس زریاب خوئی و احمد طاهری عراقی تشکیل شد.